# Крилозяброві
Крилозяброві (Pterobranchia, від дав.-гр. πτερόν — крило,  βράγχια — зябра) — клас морських тварин типу напівхордових.
На відміну від кишководишних, крилозяброві — сидячі тварини, зазвичай колоніальні. Колонії у вигляді кущиків, де всередині порожнистих трубочок сидять самі тварини (зооїди). Розмір зооїдів коливається від 1 до 10 мм.
Хоботок у крилозябрових перетворився на так званий «головний щит», орган, що виділяє білковий матеріал, з якого складаються трубочки колонії. Глоткових зябер всього одна пара. На комірі ростуть перисті щупальця, від 1 до 5 пар, вкриті війками (звідси назва). Щупальця служать для дихання та збору їжі.
Розвиток проходить з метаморфозом: личинка прикріплюється до дна і через два дні перетворюється в дорослу тварину, яка шляхом брунькування утворює нову колонію.
Представлені приблизно 20 видами, складовими 2 рядів — Rhabdopleuroidea і Cephalodiscoidea. Перші поширені в морях Північної Європи та Східної Азії, другі — в морях, що омивають Антарктиду.

## Класифікація
- Підклас Cephalodiscida Fowler 1892 stat. nov.
  - Ряд Cephalodiscida Fowler 1892
- Підклас Graptolithina Bronn 1849
  - Ряд ?†Camaroidea Kozlowski 1928 sensu Kozlowski 1949
  - Ряд ?†Crustoidea Bulman 1970
  - Ряд ?†Dithecoidea Obut, 1960
  - Ряд ?†Tuboidea Kozlowski 1938 sensu Kozlowsk 1949
  - Ряд Rhabdopleurida Fowler 1892 sensu Beklemishev 1951
  - Клада †Eugraptolithina Mitchell et al., 2013
    - Ряд †Dendroidea Nicholson 1872
    - Ряд †Graptoloidea Maletz, Carlucci and Mitchell 2009